# Lou Pearlman
Lou Pearlman, właśc. Louis Jay Pearlman (ur. 19 czerwca 1954 w Nowym Jorku, zm. 19 sierpnia 2016 w Federalnym Zakładzie Karnym Miami) – amerykański menedżer muzyczny wykonawców m.in. US5, Backstreet Boys, *NSYNC oraz O-Town.
Pearlman dorastał w nowojorskiej dzielnicy Flushing, był jedynym dzieckiem Hya i Reenie. Jego ojciec prowadził biznes w branży czyszczenia tkanin, a matka pracowała w szkolnej stołówce. Był on bratem ciotecznym muzyka Arta Garfunkela.
21 maja 2008 został skazany na karę 25 lat pozbawienia wolności, za fałszerstwa bankowe (pozostawił po sobie ponad 300 mln USD długu). Wszystkie grupy muzyczne (nie licząc US5) z jakimi współpracował wzniosły przeciw niemu pozwy. Zmarł 19 sierpnia 2016 w Federalnym Zakładzie Karnym Miami.